# J.C. Lipon
J.C. Lipon, född 10 juli 1993, är en kanadensisk professionell ishockeyspelare som är kontrakterad till NHL-organisationen Winnipeg Jets och spelar för deras primära samarbetspartner Manitoba Moose i American Hockey League (AHL). Han har tidigare spelat på lägre nivåer för St. John's Icecaps i American Hockey League (AHL) och Kamloops Blazers i Western Hockey League (WHL).
Lipon draftades i tredje rundan i 2013 års draft av Winnipeg Jets som 91:a spelare totalt.

## Statistik
| 2008–2009  | Regina Pat Canadians | SMAAAHL    | 43  | 4  | 9   | 13  | 26  | 5  | 2 | 1  | 3  | 4  |
| 2009–2010  | Kamloops Blazers     | WHL        | 53  | 3  | 10  | 13  | 38  | 3  | 0 | 0  | 0  | 0  |
| 2010–2011  | Kamloops Blazers     | WHL        | 65  | 3  | 18  | 21  | 111 | —  | — | —  | —  | —  |
| 2011–2012  | Kamloops Blazers     | WHL        | 69  | 19 | 46  | 65  | 111 | 10 | 2 | 7  | 9  | 20 |
| 2012–2013  | Kamloops Blazers     | WHL        | 61  | 36 | 53  | 89  | 115 | 15 | 6 | 17 | 23 | 20 |
| 2013–2014  | St. John's Icecaps   | AHL        | 72  | 9  | 32  | 41  | 136 | 14 | 0 | 1  | 1  | 4  |
| 2014–2015  | St. John's Icecaps   | AHL        | 75  | 5  | 21  | 26  | 163 | —  | — | —  | —  | —  |
| 2015–2016  | Winnipeg Jets        | NHL        | 2   | 0  | 0   | 0   | 0   | —  | — | —  | —  | —  |
|            | Manitoba Moose       | AHL        | 30  | 8  | 9   | 17  | 45  | —  | — | —  | —  | —  |
| NHL totalt | NHL totalt           | NHL totalt | 2   | 0  | 0   | 0   | 0   | —  | — | —  | —  | —  |
| AHL totalt | AHL totalt           | AHL totalt | 177 | 22 | 62  | 84  | 344 | 14 | 0 | 1  | 1  | 4  |
| WHL totalt | WHL totalt           | WHL totalt | 248 | 61 | 127 | 188 | 375 | 28 | 8 | 24 | 32 | 40 |